# مویماکو
مویماکو (به ایتالیایی: Moimacco) یک کومونه در ایتالیا است که در استان اودینه واقع شده‌است.

## خصوصیات
مویماکو ۱۱٫۸۲ کیلومترمربع مساحت و ۱٬۶۳۸ نفر جمعیت دارد و ۱۲۱ متر بالاتر از سطح دریا واقع شده‌است.